# 高廉
高 廉（こう れん）は、中国の小説で四大奇書の一つである『水滸伝』の登場人物。
高俅の従弟で、妻の弟に殷天錫がいる。高唐州の知府（長官）。戦においては、各地からの強者を選りすぐった300名からなる「飛天神兵」と呼ばれる精鋭部隊を率いて戦う。また太阿の宝剣と、神代文字や獣の顔が刻まれた盾を用いて、妖術を使うこともできる。

## 生涯
高廉は高唐州の知府に赴任してからは高俅の権威を笠に、義弟の殷天錫ともども我が物顔に振舞っていた。あるとき、柴進の叔父の柴皇城の屋敷と庭を無理やり取り上げようとした殷天錫が、たまたまそこに居合わせた李逵に殴り殺されると、激怒した高廉は柴進を拷問にかけ監禁した。それを聞いた晁蓋をはじめとする梁山泊の面々は柴進を救うべく、宋江以下22名の頭領たちで高唐州に兵を率いて攻め寄せた。高廉はさっそく飛天神兵をはじめ、高唐州の兵達を率い城を出て迎え討つ。
まず緒戦において、高廉配下の将の于直は林冲に、温文宝は秦明に一騎討ちで軽く倒されてしまう。しかし高廉が宝剣を引き抜き呪文を唱えると、たちまち怪しげな暴風が梁山泊軍に向かって吹き始めた。ひるんだ彼らは高廉の一斉攻撃に退却せざるを得なくなってしまった。
呉用に相談した宋江はそれが妖術だと知ると、さっそく翌朝の戦いで天書第三巻にある「風を破る法」を用いて高廉の風を逆に吹き返した。しかし今度は高廉が、妖術で黄砂とともに猛獣や大蛇を呼び寄せ、梁山泊側に襲い掛からせた。形勢は逆転して再び宋江達は命からがら引き上げた。呉用は高廉は夜襲をかけてくると見抜き、楊林と白勝に手勢を与えて陣の周りに伏せておいた。呉用の読んだとおり、夜になって高廉は妖術の暴風雨とともに梁山泊軍の陣を襲うが、逆に楊林の矢を受け負傷、退却する。
なんとか態勢を立て直した梁山泊側は、今度は同じく妖術を使うことのできる公孫勝を呼び寄せて城に軍勢を進めた。そろそろ矢傷の癒えた高廉は城から討って出るが、配下の将の薛元輝が花栄に射殺されると、またもや妖獣たちを呼び寄せ襲い掛からせる。しかし公孫勝が松文の古定剣を使い呪文を唱えると、妖獣たちはことごとく本来の白紙を切って作った紙獣に戻ってしまった。あわてた高廉は城に引き返し再び夜襲を仕掛けるが、公孫勝達の待ち伏せに遭い大敗してしまう。
配下をことごとく失った高廉は、東昌と寇州に援軍を求める使者を出した。それを知った呉用は、敵側の援軍に見せかけた新手を梁山泊から呼び寄せることを提案する。5日ほどすると高廉は、城を包囲する梁山泊軍が、彼方から押し寄せる2つの軍勢に驚いて逃げ出しているのを見つけた。これこそ自分達の援軍だと思った彼は城から出撃するが、見事に梁山泊側の策にかかり包囲されてしまう。高廉は妖術を使い黒雲に乗って逃げようとしたが、公孫勝が術を使うと雲上から落とされてしまい、すかさず雷横に朴刀で討たれた。
こうして高唐州は陥ち、宋江は住民には一切手を出さぬよう配下に伝え入城し、柴進を救出した。そして役所と高廉の財物をことごとく没収し、その一家3、40人も全て市中において首を刎ねて引き上げた。